# Ginuwine
Elgin Baylor Lumpkin (født 15. oktober 1970) bedre kendt som Ginuwine, er en R&B-sanger fra USA.

## Diskografi
Studiealbum
- Ginuwine...the Bachelor (1996)
- 100% Ginuwine (1999)
- The Life (2001)
- The Senior (2003)
- Back II Da Basics (2005)
- A Man's Thoughts (2009)
- Elgin (2011)